# Programme nucléaire de la Corée du Sud
Le Programme nucléaire de la Corée du Sud a commencé dans les années 1950. En 2001, environ 11 000 ingénieurs travaillaient dans le secteur nucléaire en Corée du Sud. La Corée du Sud est membre du projet ITER, à Cadarache en France. Elle est par ailleurs membre du Groupe de propriétaires de CANDU, réacteurs de conception canadienne. L'autorité de sureté nationale de la Corée est le National Nuclear Safety Administration (NNSA).
| \| Kori Wolsong Ulchin Yonggwang \| Localisation des centrales nucléaires en Corée du Sud |
| Kori Wolsong Ulchin Yonggwang                                                             |

## Histoire du programme
L'institut de recherche KAERI a été fondé en 1959, la même année est installé le premier réacteur nucléaire de recherche du pays : le Triga Mark II. Aujourd'hui le pays dispose de 3 réacteurs de recherche.
Ce n'est qu'en 1978 que le premier réacteur de la centrale de Kori entra en activité.

## Réacteurs nucléaires
La Corée du Sud dispose de 26 réacteurs nucléaires électrogènes répartis dans 4 centrales :
- Kori - 7 réacteurs à eau pressurisée (REP)
- Hanul (ex Ulchin) - 8 réacteurs à eau pressurisée (REP)
- Wolsong - 3 réacteurs à eau lourde pressurisée PHWR/CANDU (de conception canadienne) et 2 REP
- Hanbit (ex Yonggwang) - 6 réacteurs à eau pressurisée (REP)

Sur les 26 réacteurs du pays, 23 sont des réacteurs à eau pressurisée et 3 sont des réacteurs à eau lourde pressurisée.
| Centrale nucléaire    | Nom du réacteur | Rg | Type | Modèle     | Puissance [MW] | Puissance [MW] | Puissance [MW] | Exploitant | Construct.   | Début constr.     | Raccord. au réseau | Mise en service comm. |
| Centrale nucléaire    | Nom du réacteur | Rg | Type | Modèle     | therm. (MWt)   | brute (MWe)    | nette (MWe)    | Exploitant | Construct.   | Début constr.     | Raccord. au réseau | Mise en service comm. |
| --------------------- | --------------- | -- | ---- | ---------- | -------------- | -------------- | -------------- | ---------- | ------------ | ----------------- | ------------------ | --------------------- |
| Kori                  | KORI-2          | 2  | REP  | WH F       | 1882           | 675            | 637            | KHNP       | Westinghouse | décembre 1977     | avril 1983         | juillet 1983          |
| Kori                  | KORI-3          | 5  | REP  | WH F       | 2912           | 1035           | 1007           | KHNP       | Westinghouse | oct 1979          | janvier 1985       | septembre 1985        |
| Kori                  | KORI-4          | 6  | REP  | WH F       | 2912           | 1035           | 1007           | KHNP       | Westinghouse | avril 1980        | décembre 1985      | avril 1986            |
| Kori                  | SHIN-KORI-1     | 21 | REP  | OPR-1000   | 2825           | 1048           | 1001           | KHNP       | -            | 16 juin 2006      | 4 août 2010        | 8 février 2011        |
| Kori                  | SHIN-KORI-2     | 23 | REP  | OPR-1000   | 2825           | 1046           | 997            | KHNP       | -            | 5 juin 2007       | 28 janvier 2012    | 20 juillet 2012       |
| Kori                  | SHIN-KORI-3     | 25 | REP  | APR-1400   | 3983           | 1455           | 1383           | KHNP       | -            | 16 octobre 2008   | 15 janvier 2016    | 20 décembre 2016      |
| Kori                  | SHIN-KORI-4     | 26 | REP  | APR-1400   | 3983           | 1455           | 1383           | KHNP       | -            | 19 août 2009      | 22 avril 2019      | 29 août 2019          |
| Hanul (ex Ulchin)     | HANUL-1         | 9  | REP  | France CP1 | 2785           | 985            | 945            | KHNP       | Framatome    | janvier 1983      | avril 1988         | septembre 1988        |
| Hanul (ex Ulchin)     | HANUL-2         | 10 | REP  | France CP1 | 2775           | 984            | 942            | KHNP       | Framatome    | juillet 1983      | avril 1989         | septembre 1989        |
| Hanul (ex Ulchin)     | HANUL-3         | 13 | REP  | OPR-1000   | 2825           | 1047           | 994            | KHNP       | DHIC/KOPC    | juillet 1993      | janvier 1998       | août 1998             |
| Hanul (ex Ulchin)     | HANUL-4         | 14 | REP  | OPR-1000   | 2825           | 1045           | 998            | KHNP       | DHIC/KOPC    | novembre 1993     | décembre 1998      | décembre 1999         |
| Hanul (ex Ulchin)     | HANUL-5         | 19 | REP  | OPR-1000   | 2815           | 1048           | 1001           | KHNP       | DHIC/KOPC    | oct 1999          | décembre 2003      | juillet 2004          |
| Hanul (ex Ulchin)     | HANUL-6         | 20 | REP  | OPR-1000   | 2825           | 1048           | 1001           | KHNP       | DHIC/KOPC    | septembre 2000    | janvier 2005       | avril 2005            |
| Hanul (ex Ulchin)     | SHIN-HANUL-1    | 27 | REP  | APR-1400   | 3983           | 1455           | 1340           | KHNP       | -            | juillet 2012      | 9 juin 2022        | 7 décembre 2022       |
| Hanul (ex Ulchin)     | SHIN-HANUL-2    | 28 | REP  | APR-1400   | 3983           | 1400           | 1340           | KHNP       | -            | juin 2013         | 21 décembre 2023   |                       |
| Wolsong               | WOLSONG-2       | 4  | PHWR | CANDU 6    | 2061           | 730            | 710            | KHNP       | AECL/DHI     | juin 1992         | avril 1997         | juillet 1997          |
| Wolsong               | WOLSONG-3       | 15 | PHWR | CANDU 6    | 2061           | 729            | 707            | KHNP       | AECL/DHI     | mars 1994         | mars 1998          | juillet 1998          |
| Wolsong               | WOLSONG-4       | 16 | PHWR | CANDU 6    | 2061           | 730            | 708            | KHNP       | AECL/DHI     | juillet 1994      | mai 1999           | oct 1999              |
| Wolsong               | SHIN-WOLSONG-1  | 22 | REP  | OPR-1000   | 2825           | 1045           | 950            | KHNP       | -            | 20 novembre 2007  | 27 janvier 2012    | 31 juillet 2012       |
| Wolsong               | SHIN-WOLSONG-2  | 24 | REP  | OPR-1000   | 2825           | 1045           | 950            | KHNP       | -            | 23 septembre 2008 | 26 février 2015    | 24 juillet 2015       |
| Hanbit (ex Yonggwang) | HANBIT-1        | 7  | REP  | WH F       | 2787           | 985            | 953            | KHNP       | Westinghouse | juin 1981         | mars 1986          | août 1986             |
| Hanbit (ex Yonggwang) | HANBIT-2        | 8  | REP  | WH F       | 2787           | 978            | 947            | KHNP       | Westinghouse | décembre 1981     | novembre 1986      | juin 1987             |
| Hanbit (ex Yonggwang) | HANBIT-3        | 11 | REP  | OPR-1000   | 2825           | 1039           | 997            | KHNP       | DHIC/KAEC    | décembre 1989     | oct 1994           | mars 1995             |
| Hanbit (ex Yonggwang) | HANBIT-4        | 12 | REP  | OPR-1000   | 2825           | 1039           | 994            | KHNP       | DHIC/KAEC    | mai 1990          | juillet 1995       | janvier 1996          |
| Hanbit (ex Yonggwang) | HANBIT-5        | 17 | REP  | OPR-1000   | 2825           | 1046           | 988            | KHNP       | DHIC/KOPC    | juin 1997         | décembre 2001      | mai 2002              |
| Hanbit (ex Yonggwang) | HANBIT-6        | 18 | REP  | OPR-1000   | 2825           | 1050           | 996            | KHNP       | DHIC/KOPC    | novembre 1997     | septembre 2002     | décembre 2002         |

Deux nouveaux réacteurs sont en construction à Kori.
| Reacteur                    | Type                              | Capacité brute                    | Début de la construction          | Lancement opérationnel prévu      |
| --------------------------- | --------------------------------- | --------------------------------- | --------------------------------- | --------------------------------- |
| SHIN-KORI-5                 | APR-1400                          | 1400 MWe                          | Avril 2017                        | Mars 2023                         |
| SHIN-KORI-6                 | APR-1400                          | 1400 MWe                          | Septembre 2018                    | Juin 2024                         |
| Total des constructions : 2 | 2 800 MWe brut soit 2 680 MWe net | 2 800 MWe brut soit 2 680 MWe net | 2 800 MWe brut soit 2 680 MWe net | 2 800 MWe brut soit 2 680 MWe net |

2 réacteurs sont définitivement arrêtés.
| Réacteur  | Modèle  | Type de réacteur | Capacité brute | Mise en service comm. | Date de l'arrêt |
| --------- | ------- | ---------------- | -------------- | --------------------- | --------------- |
| KORI-1    | WH 60   | PWR              | 576            | Avril 1978            | Juin 2017       |
| WOLSONG-1 | CANDU 6 | PHWR             | 661            | Avril 1983            | Décembre 2019   |

### Réacteurs de recherche
Le pays dispose de 3 réacteurs de recherche :
- Aerojet General Nucleonics Model 201
- HANARO, réacteur de type MAPLE
- TRIGA Mark II (General Atomics)

## Statistiques
En 2015, selon la Banque mondiale, c'est 30 % de l’électricité qui provenait des centrales nucléaires. La production du pays constitue 5,2 % de la production nucléaire mondiale. Ce qui en fait le 5e plus gros producteur d'énergie nucléaire derrière les États-Unis (30,5 %), la France (14,3 %), la Chine (12,5 %) et la Russie (7,5 %).
En septembre 2019, la Corée du Sud comptait 24 réacteurs nucléaires soit une capacité de 23,17 GWe de production nette d’électricité. C'est le 6e plus grosse pays en termes de puissance installée.
Il y a 4 réacteurs (pour une puissance de 5,36 GWe) qui sont en construction sur le territoire national ce qui fait de la Corée le 3e plus gros constructeur derrière la Chine (11) et l'Inde (7).
Enfin, 2 réacteurs ont été définitivement arrêtés, réunis ils avaient une puissance de 1,237 GWe.
En 2017, la production des centrales nucléaire était de 148,4 TWh. Le facteur de charge des centrales nucléaires coréenne était de 96,5 %, c'est l'un des taux les plus élevés du monde.

## Avenir de la filière
Le nucléaire reste une priorité nationale puisque la 7e plan national de long terme sur l'éléctricité (2015-2029) délivré par le ministre du commerce, de l'industrie et de l'énergie Seong de Motie prévoit la construction de 13 réacteurs avant 2029. L'objectif est que le pays se dote de 38,3 GWe d'installation nucléaire en 2029 et où cette énergie représentera 28.3% du mix électrique.
Malgré cela, le pays prévoit de sortir du nucléaire 40 ans notamment en augmentant la part des énergies renouvelables à 40% d'ici 2034,.

## Exportation de leurs activités
En 2009, la société coréenne Kepco remporte un contrat de 20 milliards d'euros face aux français pour la construction de 4 réacteurs nucléaire au Émirats arabes unis dans la centrale nucléaire de Barakah,, Chaque réacteur aura une puissance de 1 400 MWe,. Les réacteurs installés sont des REP coréens de type APR-1400.
En 2010, la Corée du Sud et la Turquie ont conclu un accord de coopération dans le domaine du nucléaire civil,.
La Corée signera d'autres accord pour développer son industrie à l'étranger notamment avec le Brésil (avril 2015), le Kenya (août 2016) ou l'Ukraine (2016).
La république tchèque envisage de construire une centrale nucléaire à l'horizon 2030 à Dukovany dans le sud du pays. La Corée du Sud a montré son intérêt pour le projet,,,.